# World Trade Center (Amsterdam)
Het World Trade Center (WTC) is een commercieel centrum op de Zuidas in Amsterdam (Nederland) met meer dan 144.000 m² kantoorruimte.

## Ligging
Het WTC is gelegen aan het Zuidplein, naast Station Zuid (dat van 1985 tot 2006 Zuid/WTC genoemd werd). Oorspronkelijk was het WTC gelegen tussen de Strawinskylaan, het Zuidplein, de Ringweg A10 en de Beethovenstraat. Sinds 2004 is er ook een gebouw aan de andere kant van het Zuidplein.

## Huurders
Meer dan 300 bedrijven van 30 verschillende nationaliteiten zijn gevestigd in het WTC.
Er is ook een aantal winkels, diensten en praktijken gevestigd zoals een reisbureau, cafés, restaurants, kapper, een fysiotherapeut en een tandarts.
Ook het projectbureau van de Zuidas is in het WTC gevestigd.

## Reconstructie en nieuwbouw
In mei 2002 is de reconstructie van het bestaande WTC en een deel van de uitbreiding opgeleverd. De torens zijn geheel gestript en opnieuw bekleed met glas en andere materialen. In de zomer van 2004 was het hele WTC, waaronder een nieuwbouwgedeelte van 40.000 m², klaar en geopend voor de gebruikers.
Het grootste onderdeel van de nieuwbouw is de H-toren. De H-toren heeft 27 verdiepingen met kantoorfaciliteiten. Het is (net als het ABN AMRO-hoofdkantoor) 105 meter hoog en maakt daarmee aanspraak op op de kwalificatie hoogste gebouw op de Zuidas. Hiermee staat de toren ook in de top tien van hoogste gebouwen in Amsterdam.
Tower Ten is de meest recente toevoeging aan het WTC-complex. Het werd tussen 2018 en 2022 werd gebouwd naar ontwerp van architectenbureau OZ. Tegelijkertijd werd ook de gevel aan de Beethovenstraat vernieuwd.

## Gebouwen
Tussen het Zuidplein en de Beethovenstraat:
- WTC A-toren
- WTC B/C-toren (61 m)
- WTC D-toren
- WTC E-toren (65 m)
- WTC F-toren
- WTC G-toren
- WTC Tower Ten (78 m)

Ten westen van het Zuidplein:
- WTC H-toren (105 m)
- WTC I-toren

## WTCA
Het WTC Amsterdam is aangesloten bij de internationale World Trade Centers Association. Na de aanslagen van 11 september 2001 was WTC Amsterdam tijdelijk het grootste wereldhandelscentrum ter wereld, tot het WTC in New York herbouwd en heropend werd.

## Fotogalerij

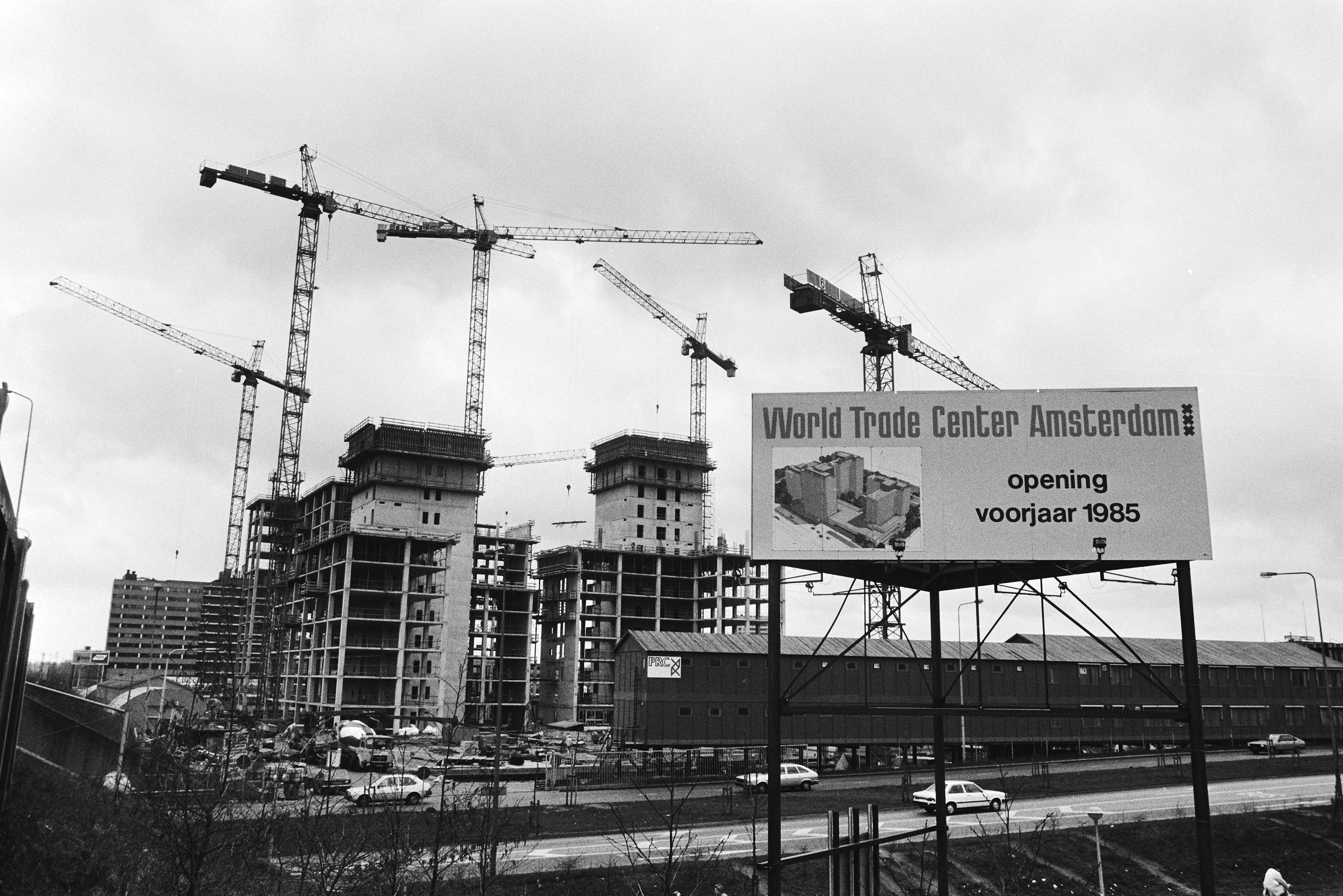
Bouw van het WTC in 1983.
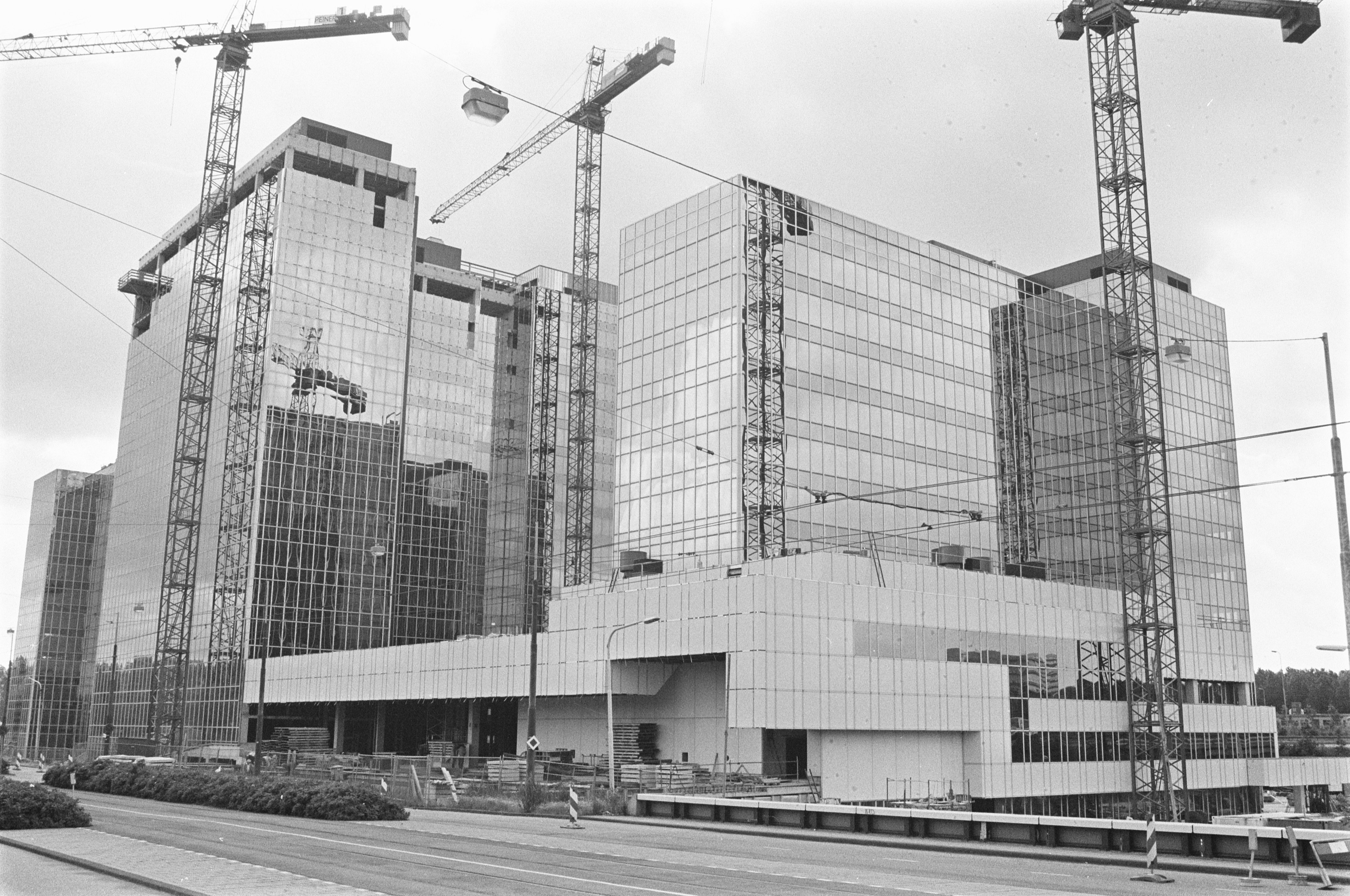
De bouw in 1984
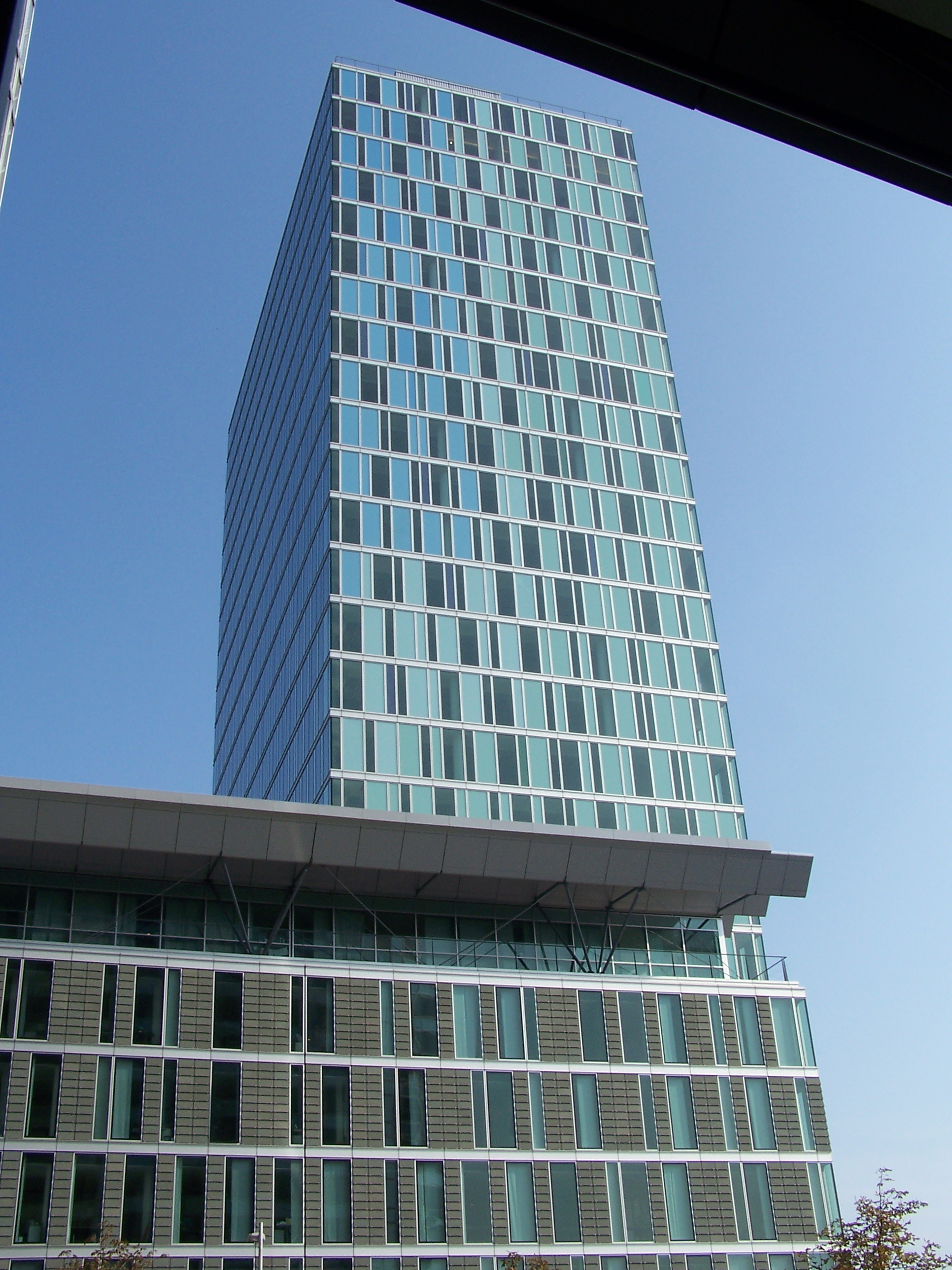
WTC H-Toren (2005)
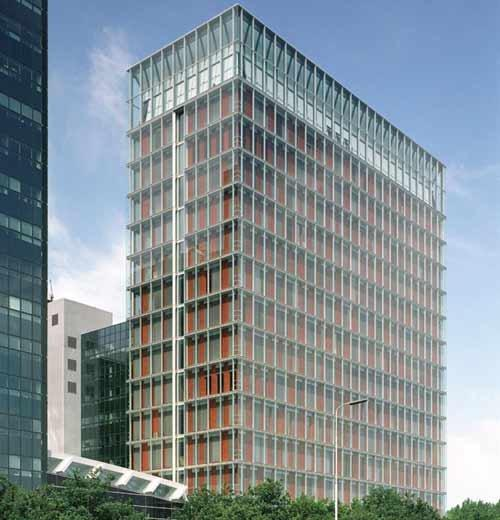
De E-toren
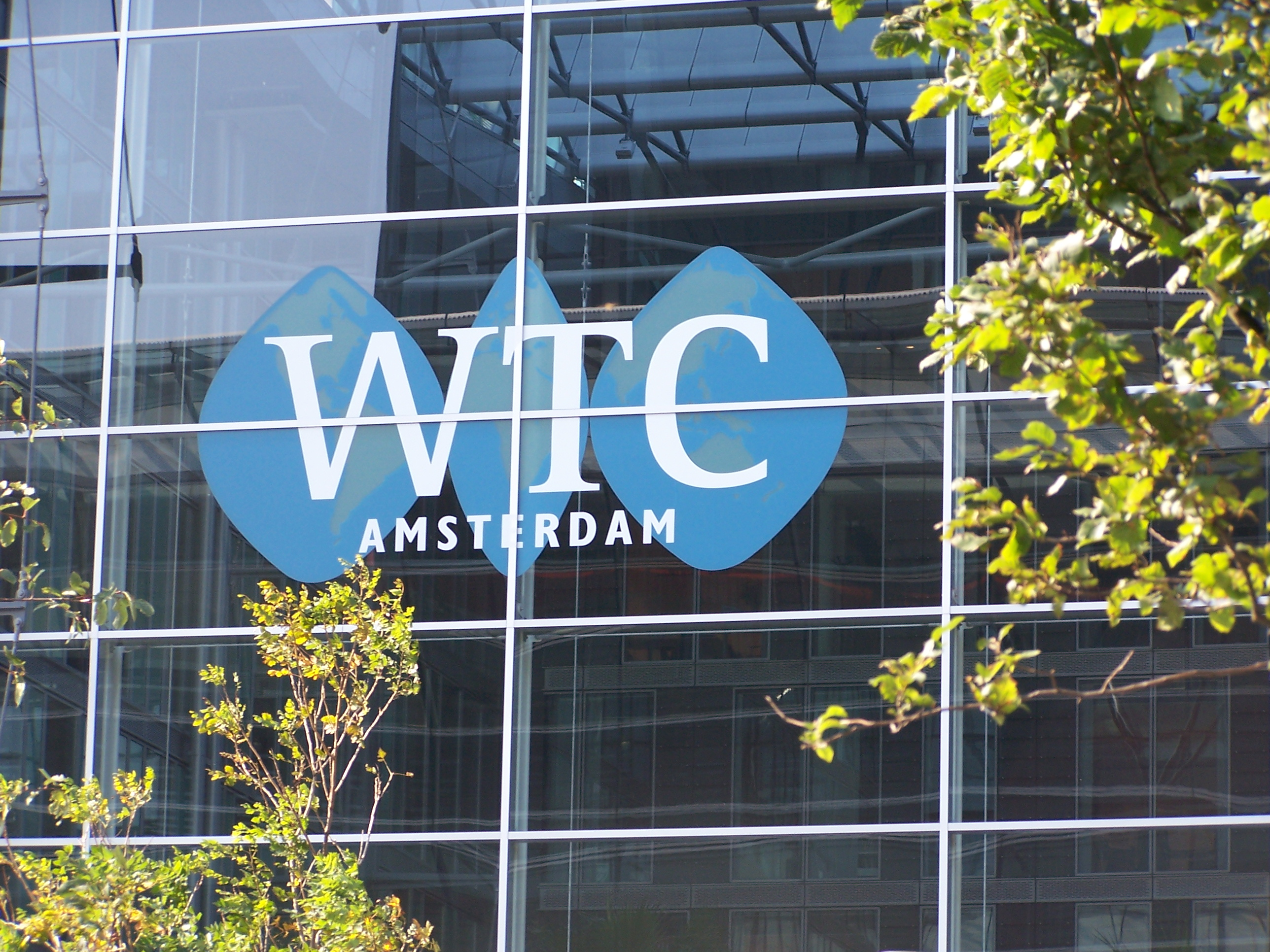
Logo van het WTC op een van de torens.